# کریسی متز
کریسی متز (انگلیسی: Chrissy Metz؛ زادهٔ ۲۹ سپتامبر ۱۹۸۰) هنرپیشه اهل ایالات متحده آمریکا است. وی از سال ۲۰۰۵ میلادی تاکنون مشغول فعالیت بوده‌است.
از فیلم‌ها یا مجموعه‌های تلویزیونی که وی در آن‌ها نقش داشته‌است، می‌توان به سیرا برگس یک بازنده است ، این ما هستیم، داستان ترسناک آمریکایی: نمایش عجایب، نام من ارل است و دارودسته اشاره نمود.